# Scott Campbell (hockeista su ghiaccio 1957)
Scott Gary Campbell (Toronto, 22 giugno 1957 – Guelph, 3 settembre 2022) è stato un hockeista su ghiaccio canadese.

## Biografia
Campbell nacque a Toronto, ma crebbe a Guelph.
Si mise in luce a livello giovanile, tanto da essere considerato una delle promesse della sua generazione e tanto da essere scelto, nel 1977, al primo giro sia nel draft NHL (fu scelto dai St. Louis Blues come nona scelta assoluta) che in quello WHA (prima scelta assoluta per gli Houston Aeros). Campbell optò per questi ultimi, debuttando nella stagione 1977-1978.
Al termine della stagione gli Aeros vennero sciolti e Campbell rimase nella stessa lega: si accasò ai Winnipeg Jets coi quali vinse il titolo nella stagione 1978-1979, l'ultima della lega prima di essere assorbita dalla NHL.
I Jets furono una delle squadre che traslocarono in National Hockey League, e Campbell vi rimase per altre due stagioni, divenendone anche il capitano dopo la partenza di Lars-Erik Sjoberg.
Perse gran parte della stagione 1980-1981 a causa di un infortunio alla spalla.
Passò ai St. Louis Blues nell'estate 1981, per quella che sarebbe stata la sua ultima stagione da giocatore. Perse infatti la preparazione estiva a causa di forti mal di testa, causati dai medicinali che prendeva per curare l'asma di cui soffriva e che era peggiorata negli anni trascorsi nella rigida Winnipeg. I problemi continuarono, tanto che in tutta la stagione raccolse tre sole presenze. Si ritirò ufficialmente nell'estate 1982 proprio a causa di questi problemi di salute.
Dopo il ritiro allenò a livello giovanile.
È morto nel settembre 2022 a causa di un cancro che gli era stato diagnosticato undici mesi prima.

## Palmarès
- Avco World Trophy: 1

Winnipeg: 1978-1979